# Manicaria saccifera

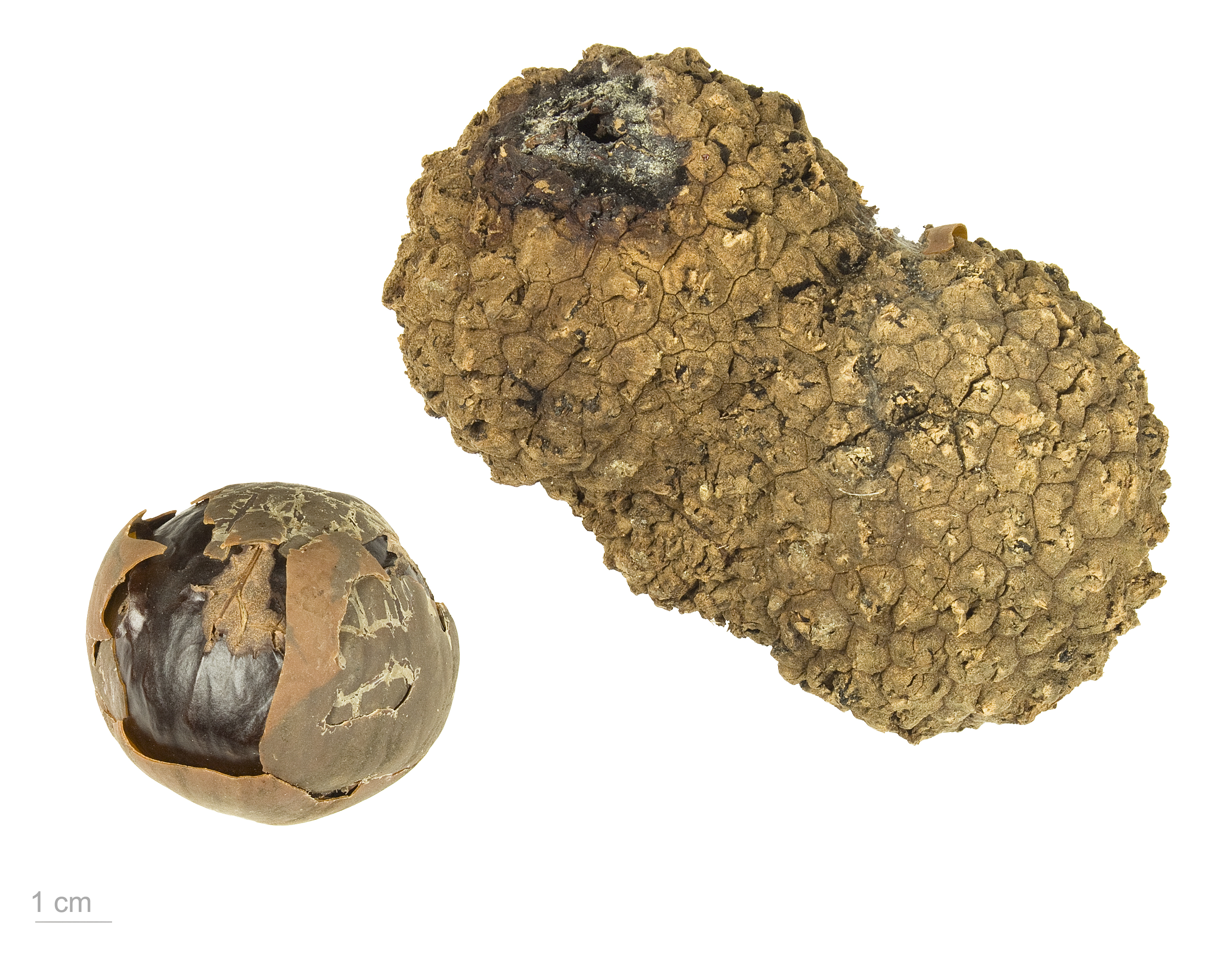
Manicaria saccifera

Manicaria es un género monotípico de planta perteneciente a la familia  de las palmeras (Arecaceae) y el único miembro de la tribu Manicarieae: Manicaria saccifera es también su única especie.

## Descripción
La napa o cabecinegro (Manicaria saccifera) es una palma solitaria o cespitosa con estípite de 5 a 10 m de altura y diámetro de 15 a 30 cm. 
La corona está formada por 5 a 28 hojas semierectas con pecíolo de 1,2 a 1,8 m y raquis de 2,3 a 7 m de longitud y 40 foliolos a cada lado. La inflorescencia es péndula con un pecíolo hasta de 1 m de largo, envuelta en brácteas. Fruto globoso de 5 a 6 cm de diámetro, de superficie formada por protuberancias leñosas piramidales y con una a tres semillas de 3 a 4 cm de diámetro.

## Distribución y hábitat
Es originaria de Trinidad, Centroamérica y América del Sur. 
Se encuentra desde Guatemala hasta Brasil en zonas bajas inundables, relativamente cerca de las costas o de los ríos.

## Importancia económica y cultural
Usos
Las hojas se usan para techar las construcciones, garantizando resistencia y duración. Las brácteas pedunculares sirven como fibra para cestería y elaboración de diferentes objetos artesanales como se ve en la fotografía.
Ledezma y Galiano (recopilaron los usos de Manicaria saccifera en el Pacífico colombiano y encontraron que se aprovechan las hoja completas, sus venas principales, el cogollo,la bráctea peduncular, los frutos y las semillas; registraron para la especie seis usos diferentes agrupados en seis categorías de uso (alimento para animales, alimento humano, construcción, utensilios y herramientas y usos medicinales. A nivel doméstico se hacen escobas con los cogollos y se tejen canastos con las venas de las hojas maduras. Los frutos son consumidos por los cerdos. Las semillas inmaduras se usan para calmar la sed en las faenas de monte y desde hace varios años también se comercializan en algunas ciudades para ser usadas en tratamientos de enfermedades de los riñones; estas propiedades medicinales, sin embargo, aún no han sido clínicamente. certificadas. Las semillas ya germinadas se abren y se consume el endospermo, que en ese estado es de consistencia blanda y sabor dulce.
Con todo el uso más importante tiene que ver con la bráctea peduncular , la cual consiste en una capucha cónica sin suturas, compuesta por fibras densamente entretejidas y de color café chocolate . Antiguamente la bráctea era usada como colador y como red para pesca de camarones y peces pequeños, para elaborar sombreros de uso cotidiano, como material de amarre y también con algunos fines medicinales. Estos usos tradicionales son ahora poco comunes y fueron reemplazados por el uso de la fibra para la elaboración de objetos artesanales, cada vez con mayor demanda en la medida que se elaboran diseños más refinados  y se combina con otros materiales. Las artesanías elaboradas con la bráctea de cabecinegro se han convertido en un icono del Pacífico colombiano y representan una actividad económicamente importante, especialmente para la población afrodescendiente en Quibdó, Chocó , donde funciona el centro de procesamiento.

## Taxonomía
Manicaria saccifera fue descrito por Joseph Gaertner y publicado en De Fructibus et Seminibus Plantarum. . . . 2: 469, t. 176. 1791.
Etimología
Manicaria: nombre genérico que deriva del griego manicarius = "con mangas o guantes", en referencia a la bráctea peduncular.
saccifera: epíteto
Sinonimia
- Pilophora saccifera (Gaertn.) H.Wendl. in O.C.E.de Kerchove de Denterghem (1878).
- Pilophora testicularis Jacq. (1800).
- Manicaria plukenetii Griseb. & H.Wendl. in A.H.R.Grisebach (1864).
- Manicaria martiana Burret (1928).
- Manicaria atricha Burret (1930).[7]